# Sony Ericsson W902
Sony Ericsson W902 är en mobiltelefon från Sony Ericsson. Det är en musikmobil och kan ses som en ersättare till Sony Ericsson W890i.
W902 är en walkmanmobil, men den har även bra kamera. Kameran är på 5 megapixel, med autofocus. Den har också Best pic, bildstabilistor, 16x digital zoom, blixt, fotobloggning, fotofix, fotolampa, videoinspelning, videolampa och videostabiliserare.
W902 har MMS, SMS, E-post (kan synkronisera med Exchange ActiveSynk), och T9. Webbläsaren är Access NetFront, och uppkopplingen är Turbo-3G, 3G eller EDGE.